# Qualificazioni al campionato europeo maschile under 21 di calcio 2002
I gironi delle qualificazioni al campionato europeo di calcio Under-21 2002, ove possibile, sono stati creati in abbinamento ai gironi di qualificazione delle squadre maggiori partecipanti ai Mondiali 2002 con l'eccezione di Andorra, Isole Fær Øer, Liechtenstein e San Marino, che non disponevano rappresentative Under-21.
Così le 47 rappresentative Under-21 partecipanti sono state divise in 9 gironi (3 gironi da 6 squadre, 5 da 5 e 1 da 4) con i criteri sopra esposti.
Le vincenti degli 8 gironi hanno poi disputato uno spareggio, con partite di andata e ritorno, con le migliori 7 seconde di ogni gruppo (le composizioni degli 8 spareggi sono state decise per sorteggio).

## Gruppi di qualificazione

### Gruppo 1
| Squadre        | Punti | G | V | N | P | GF | GS | DR  |
| -------------- | ----- | - | - | - | - | -- | -- | --- |
| 1. Svizzera    | 16    | 8 | 4 | 4 | 0 | 22 | 10 | +12 |
| 2. Russia      | 15    | 8 | 4 | 3 | 1 | 23 | 9  | +14 |
| 3. Jugoslavia  | 15    | 8 | 4 | 3 | 1 | 22 | 11 | +11 |
| 4. Slovenia    | 8     | 8 | 2 | 2 | 4 | 10 | 10 | 0   |
| 5. Lussemburgo | 0     | 8 | 0 | 0 | 8 | 1  | 38 | -37 |

- Svizzera 3-1 Russia
- Lussemburgo 0-3 Jugoslavia
- Lussemburgo 1-5 Slovenia
- Slovenia 0-0 Svizzera
- Russia 2-0 Lussemburgo
- Jugoslavia 3-3 Svizzera
- Russia 0-0 Slovenia
- Svizzera 6-0 Lussemburgo
- Slovenia 1-2 Jugoslavia
- Jugoslavia 2-2 Russia

- Slovenia 1-0 Lussemburgo
- Russia 2-0 Jugoslavia
- Svizzera 2-1 Slovenia
- Lussemburgo 0-10 Russia
- Svizzera 2-2 Jugoslavia
- Slovenia 1-3 Russia
- Lussemburgo 0-3 Svizzera
- Jugoslavia 2-1 Slovenia
- Jugoslavia 8-0 Lussemburgo
- Russia 3-3 Svizzera

 Svizzera accede agli spareggi in quanto vincitrice del gruppo
 Russia non accede agli spareggi in quanto non rientra tra le migliori seconde

### Gruppo 2
| Squadre        | Punti | G | V | N | P | GF | GS | DR  |
| -------------- | ----- | - | - | - | - | -- | -- | --- |
| 1. Portogallo  | 19    | 8 | 6 | 1 | 1 | 22 | 4  | +18 |
| 2. Paesi Bassi | 17    | 8 | 5 | 2 | 1 | 20 | 7  | +13 |
| 3. Irlanda     | 13    | 8 | 4 | 1 | 3 | 10 | 7  | +3  |
| 4. Cipro       | 9     | 8 | 3 | 0 | 5 | 9  | 17 | -8  |
| 5. Estonia     | 0     | 8 | 0 | 0 | 8 | 2  | 28 | -26 |

- Paesi Bassi 2-0 Irlanda
- Estonia 1-3 Portogallo
- Cipro 0-1 Paesi Bassi
- Portogallo 3-1 Irlanda
- Paesi Bassi 1-1 Portogallo
- Irlanda 1-0 Estonia
- Cipro 0-1 Irlanda
- Cipro 3-1 Estonia
- Portogallo 3-0 Paesi Bassi
- Paesi Bassi 4-2 Cipro

- Estonia 0-5 Paesi Bassi
- Irlanda 0-1 Portogallo
- Estonia 0-3 Irlanda
- Portogallo 7-0 Cipro
- Estonia 0-3 Cipro
- Irlanda 1-1 Paesi Bassi
- Cipro 1-0 Portogallo
- Paesi Bassi 6-0 Estonia
- Irlanda 3-0 Cipro
- Portogallo 4-0 Estonia

 Portogallo accede agli spareggi in quanto vincitrice del gruppo
 Paesi Bassi accede agli spareggi in quanto rientra tra le migliori seconde

### Gruppo 3
| Squadre             | Punti | G  | V | N | P | GF | GS | DR  |
| ------------------- | ----- | -- | - | - | - | -- | -- | --- |
| 1. Rep. Ceca        | 27    | 10 | 9 | 0 | 1 | 28 | 5  | +23 |
| 2. Bulgaria         | 18    | 10 | 5 | 3 | 2 | 16 | 17 | -1  |
| 3. Danimarca        | 15    | 10 | 4 | 3 | 3 | 18 | 12 | +6  |
| 4. Islanda          | 11    | 10 | 3 | 2 | 5 | 13 | 17 | -4  |
| 5. Irlanda del Nord | 8     | 10 | 2 | 2 | 6 | 12 | 21 | -9  |
| 6. Malta            | 4     | 10 | 0 | 4 | 6 | 5  | 20 | -15 |

- Bulgaria 1-0 Repubblica Ceca
- Islanda 0-0 Danimarca
- Irlanda del Nord 3-0[2] Malta
- Bulgaria 2-0 Malta
- Repubblica Ceca 2-1 Islanda
- Irlanda del Nord 0-3 Danimarca
- Danimarca 2-2 Bulgaria
- Malta 0-1 Repubblica Ceca
- Islanda 2-5 Irlanda del Nord
- Malta 0-0 Danimarca
- Irlanda del Nord 0-2 Repubblica Ceca
- Bulgaria 1-0 Islanda
- Bulgaria 2-0 Irlanda del Nord
- Repubblica Ceca 3-0 Danimarca
- Malta 1-1 Islanda

- Danimarca 3-4 Repubblica Ceca
- Islanda 3-0 Malta
- Irlanda del Nord 1-1 Bulgaria
- Danimarca 3-0 Malta
- Islanda 3-2 Bulgaria
- Repubblica Ceca 4-0 Irlanda del Nord
- Danimarca 2-0 Irlanda del Nord
- Islanda 0-1 Repubblica Ceca
- Malta 2-2 Bulgaria
- Bulgaria 3-1 Danimarca
- Repubblica Ceca 3-0 Malta
- Irlanda del Nord 1-3 Islanda
- Danimarca 4-0 Islanda
- Malta 2-2 Irlanda del Nord
- Repubblica Ceca 8-0 Bulgaria

 Rep. Ceca accede agli spareggi in quanto vincitrice del gruppo
 Bulgaria non accede agli spareggi in quanto non rientra tra le migliori seconde

### Gruppo 4
| Squadre        | Punti | G  | V | N | P | GF | GS | DR  |
| -------------- | ----- | -- | - | - | - | -- | -- | --- |
| 1. Turchia     | 23    | 10 | 7 | 2 | 1 | 19 | 6  | +13 |
| 2. Svezia      | 19    | 10 | 5 | 4 | 1 | 19 | 6  | +13 |
| 3. Slovacchia  | 16    | 10 | 4 | 4 | 2 | 13 | 7  | +6  |
| 4. Moldavia    | 9     | 10 | 2 | 3 | 5 | 6  | 13 | +7  |
| 5. Azerbaigian | 9     | 10 | 2 | 3 | 5 | 4  | 17 | -13 |
| 6. Macedonia   | 5     | 10 | 1 | 2 | 7 | 6  | 18 | -12 |

- Azerbaijan 0-5 Svezia
- Turchia 1-0 Moldavia
- Slovacchia 2-0 Macedonia
- Moldavia 0-3 Slovacchia
- Macedonia 1-2 Azerbaijan
- Svezia 0-0 Turchia
- Moldavia 3-0 Macedonia
- Azerbaijan 1-2 Turchia
- Slovacchia 1-1 Svezia
- Turchia 0-1 Slovacchia
- Svezia 2-0 Macedonia
- Azerbaijan 0-0 Moldavia
- Macedonia 1-4 Turchia
- Slovacchia 5-0 Azerbaijan
- Moldavia 0-2 Svezia

- Turchia 3-0 Azerbaijan
- Svezia 4-0 Slovacchia
- Macedonia 2-0 Moldavia
- Turchia 2-0 Macedonia
- Azerbaijan 0-0 Slovacchia
- Svezia 3-0 Moldavia
- Slovacchia 0-1 Turchia
- Moldavia 1-0 Azerbaijan
- Macedonia 1-1 Svezia
- Turchia 4-1 Svezia
- Azerbaijan 1-0 Macedonia
- Slovacchia 0-0 Moldavia
- Moldavia 2-2 Turchia
- Svezia 0-0 Azerbaijan
- Macedonia 1-1 Slovacchia

 Turchia accede agli spareggi in quanto vincitrice del gruppo
 Svezia accede agli spareggi in quanto rientra tra le migliori seconde

### Gruppo 5
| Squadre        | Punti | G  | V | N | P | GF | GS | DR  |
| -------------- | ----- | -- | - | - | - | -- | -- | --- |
| 1. Ucraina     | 19    | 10 | 6 | 1 | 3 | 14 | 13 | +1  |
| 2. Polonia     | 18    | 10 | 5 | 3 | 2 | 20 | 14 | +6  |
| 3. Norvegia    | 18    | 10 | 6 | 0 | 4 | 21 | 12 | +9  |
| 4. Bielorussia | 16    | 10 | 5 | 1 | 4 | 21 | 14 | +7  |
| 5. Armenia     | 14    | 10 | 4 | 2 | 4 | 10 | 15 | -5  |
| 6. Galles      | 1     | 10 | 0 | 1 | 9 | 4  | 22 | -18 |

- Bielorussia 4-1 Galles
- Norvegia 5-1 Armenia
- Ucraina 2-2 Polonia
- Armenia 1-2 Ucraina
- Polonia 0-4 Bielorussia
- Galles 0-2 Norvegia
- Bielorussia 5-0 Armenia
- Polonia 2-1 Galles
- Norvegia 3-1 Ucraina
- Armenia 1-0 Galles
- Ucraina 1-0 Bielorussia
- Norvegia 1-2 Polonia
- Bielorussia 1-0 Norvegia
- Polonia 1-1 Armenia
- Galles 0-3 Ucraina

- Armenia 1-0 Bielorussia
- Ucraina 1-3 Norvegia
- Galles 0-4 Polonia
- Norvegia 5-1 Bielorussia
- Armenia 2-0 Polonia
- Ucraina 1-0 Galles
- Bielorussia 1-2 Ucraina
- Galles 1-1 Armenia
- Polonia 3-0 Norvegia
- Ucraina 1-0 Armenia
- Bielorussia 3-3 Polonia
- Norvegia 2-0 Galles
- Armenia 2-0 Norvegia
- Polonia 3-0 Ucraina
- Galles 1-2 Bielorussia

 Ucraina accede agli spareggi in quanto vincitrice del gruppo
 Polonia accede agli spareggi in quanto rientra tra le migliori seconde

### Gruppo 6
| Squadre     | Punti | G | V | N | P | GF | GS | DR |
| ----------- | ----- | - | - | - | - | -- | -- | -- |
| 1. Belgio   | 13    | 6 | 4 | 1 | 1 | 8  | 2  | +6 |
| 2. Croazia  | 11    | 6 | 3 | 2 | 1 | 9  | 6  | +3 |
| 3. Scozia   | 8     | 6 | 2 | 2 | 2 | 6  | 6  | 0  |
| 4. Lettonia | 1     | 6 | 0 | 1 | 5 | 3  | 12 | -9 |

- Lettonia 1-3 Scozia
- Belgio 2-1 Croatia
- Lettonia 0-2 Belgio
- Croatia 3-1 Scozia
- Croatia 2-1 Lettonia
- Scozia 0-1 Belgio
- Belgio 3-0 Lettonia
- Lettonia 1-1 Croatia
- Scozia 1-1 Croatia
- Belgio 0-0 Scozia
- Croatia 1-0 Belgio
- Scozia 1-0 Lettonia

 Belgio accede agli spareggi in quanto vincitrice del gruppo
 Croazia accede agli spareggi in quanto rientra tra le migliori seconde

### Gruppo 7
| Squadre                 | Punti | G | V | N | P | GF | GS | DR  |
| ----------------------- | ----- | - | - | - | - | -- | -- | --- |
| 1. Francia              | 20    | 8 | 6 | 2 | 0 | 16 | 6  | +10 |
| 2. Spagna               | 16    | 8 | 5 | 1 | 2 | 13 | 7  | +6  |
| 3. Israele              | 12    | 8 | 4 | 0 | 4 | 16 | 13 | +3  |
| 4. Austria              | 8     | 8 | 2 | 2 | 4 | 7  | 14 | -7  |
| 5. Bosnia ed Erzegovina | 1     | 8 | 0 | 1 | 7 | 5  | 17 | -12 |

- Bosnia-Erzegovina 0-2 Spagna
- Francia 3-0 Israele
- Francia 2-1 Austria
- Spagna 1-0 Israele
- Austria 2-1 Spagna
- Israele 2-1 Bosnia-Erzegovina
- Bosnia-Erzegovina 0-1 Francia
- Israele 3-4 Francia
- Bosnia-Erzegovina 0-0 Austria
- Spagna 1-1 Francia

- Austria 0-2 Israele
- Austria 1-1 Francia
- Spagna 5-1 Bosnia-Erzegovina
- Israele 0-1 Spagna
- Spagna 2-0 Austria
- Bosnia-Erzegovina 2-4 Israele
- Austria 2-1 Bosnia-Erzegovina
- Francia 3-0 Spagna
- Francia 1-0 Bosnia-Erzegovina
- Israele 5-1 Austria

 Francia accede agli spareggi in quanto vincitrice del gruppo
 Spagna accede agli spareggi in quanto rientra tra le migliori seconde

### Gruppo 8
| Squadre     | Punti | G | V | N | P | GF | GS | DR  |
| ----------- | ----- | - | - | - | - | -- | -- | --- |
| 1. Italia   | 19    | 8 | 6 | 1 | 1 | 14 | 5  | +9  |
| 2. Romania  | 16    | 8 | 5 | 1 | 2 | 13 | 5  | +8  |
| 3. Ungheria | 15    | 8 | 5 | 0 | 3 | 12 | 9  | +3  |
| 4. Lituania | 6     | 8 | 2 | 0 | 6 | 5  | 17 | -12 |
| 5. Georgia  | 3     | 8 | 1 | 0 | 7 | 9  | 17 | -8  |

- Romania 2-0[4] Lituania
- Ungheria 0-3 Italia
- Lituania 2-1 Georgia
- Italia 1-1 Romania
- Lituania 0-1 Ungheria
- Italia 3-2 Georgia
- Ungheria 4-1 Lituania
- Romania 0-1 Italia
- Georgia 0-3 Romania
- Italia 1-0 Lituania

- Romania 1-0 Ungheria
- Georgia 0-2 Italia
- Lituania 1-0 Romania
- Ungheria 2-1 Georgia
- Georgia 0-2 Ungheria
- Lituania 0-3 Italia
- Ungheria 1-3 Romania
- Georgia 4-1 Lituania
- Italia 0-2 Ungheria
- Romania 2-1 Georgia

 Italia accede agli spareggi in quanto vincitrice del gruppo
 Romania accede agli spareggi in quanto rientra tra le migliori seconde

### Gruppo 9
| Squadre        | Punti | G | V | N | P | GF | GS | DR  |
| -------------- | ----- | - | - | - | - | -- | -- | --- |
| 1. Inghilterra | 17    | 8 | 5 | 2 | 1 | 18 | 8  | +10 |
| 2. Grecia      | 16    | 8 | 5 | 1 | 2 | 14 | 6  | +8  |
| 3. Germania    | 16    | 8 | 5 | 1 | 2 | 18 | 7  | +11 |
| 4. Finlandia   | 4     | 8 | 1 | 1 | 6 | 7  | 20 | -13 |
| 5. Albania     | 4     | 8 | 1 | 1 | 6 | 3  | 19 | -16 |

- Finlandia 3-0 Albania
- Germania 2-1 Grecia
- Inghilterra 1-1 Germania
- Grecia 3-1 Finlandia
- Finlandia 2-2 Inghilterra
- Albania 0-1 Grecia
- Germania 8-0 Albania
- Inghilterra 4-0 Finlandia
- Albania 0-1 Inghilterra
- Grecia 2-0 Germania

- Finlandia 1-3 Germania
- Grecia 0-0 Albania
- Grecia 3-1 Inghilterra
- Albania 0-1 Germania
- Germania 1-2 Inghilterra
- Albania 3-0 Finlandia
- Inghilterra 5-0 Albania
- Finlandia 0-3 Grecia
- Inghilterra 2-1 Grecia
- Germania 2-0 Finlandia

 Inghilterra accede agli spareggi in quanto vincitrice del gruppo
 Grecia accede agli spareggi in quanto rientra tra le migliori seconde

### Seconde
Lista delle seconde qualificate nei vari gruppi.
Nel raffronto sono presi in considerazione solo i risultati tra le migliori 4 squadre dei gruppi.
Le migliori 6 squadre si aggiungono alle 9 vincitrici dei gironi nei play-off per la qualificazione alla fase finale.
| Squadre        | Punti | G | V | N | P | GF | GS | DR |
| -------------- | ----- | - | - | - | - | -- | -- | -- |
| 1. Grecia      | 12    | 6 | 4 | 0 | 2 | 14 | 6  | +8 |
| 2. Svezia      | 11    | 6 | 3 | 2 | 1 | 11 | 5  | +6 |
| 3. Polonia     | 11    | 6 | 3 | 2 | 1 | 13 | 10 | +3 |
| 4. Croazia     | 11    | 6 | 3 | 2 | 1 | 9  | 6  | +3 |
| 5. Paesi Bassi | 11    | 6 | 3 | 2 | 1 | 9  | 7  | +2 |
| 6. Romania     | 10    | 6 | 3 | 1 | 2 | 8  | 4  | +4 |
| 7. Spagna      | 10    | 6 | 3 | 1 | 2 | 6  | 6  | 0  |
| 8. Bulgaria    | 10    | 6 | 3 | 1 | 2 | 9  | 14 | -5 |
| 9. Russia      | 9     | 6 | 2 | 3 | 1 | 11 | 9  | +2 |

## Spareggi per l'accesso alla fase finale
Andata 9 e 10 novembre, ritorno 13 e 14 novembre 2001.
| Squadra 1   | Totale      | Squadra 2       | Andata | Ritorno |
| ----------- | ----------- | --------------- | ------ | ------- |
| Svezia      | 3 - 4       | Belgio          | 3 - 2  | 0 - 2   |
| Grecia      | 4 - 2       | Turchia         | 3 - 0  | 1 - 2   |
| Paesi Bassi | 2 - 3       | Inghilterra     | 2 - 2  | 0 - 1   |
| Spagna      | 2 - 2 (gfc) | Portogallo      | 2 - 1  | 0 - 1   |
| Croazia     | 1 - 1 (gfc) | Repubblica Ceca | 1 - 1  | 0 - 0   |
| Polonia     | 2 - 5       | Italia          | 2 - 5  | 0 - 0   |
| Romania     | 0 - 5       | Francia         | 0 - 1  | 0 - 4   |
| Ucraina     | 2 - 4       | Svizzera        | 1 - 2  | 1 - 2   |

## Squadre qualificate
| Squadra                                           | Data             |
| ------------------------------------------------- | ---------------- |
| Belgio                                            | 13 novembre 2001 |
| Francia                                           | 14 novembre 2001 |
| Grecia                                            | 13 novembre 2001 |
| Inghilterra                                       | 13 novembre 2001 |
| Italia                                            | 14 novembre 2001 |
| Portogallo                                        | 13 novembre 2001 |
| Rep. Ceca                                         | 13 novembre 2001 |
| Svizzera (in seguito designata nazione ospitante) | 14 novembre 2001 |